# Tom Petranoff
Thomas Adam „Tom” Petranoff (ur. 8 kwietnia 1958 w Aurorze) – amerykański lekkoatleta specjalizujący się w rzucie oszczepem, który w latach 1991–1998 reprezentował RPA. 
W 1980 roku był drugi w zawodach zorganizowanych przez kraje bojkotujące igrzyska olimpijskie. 15 maja 1983 w Los Angeles rzucając na odległość 99,72 ustanowił nowy rekord świata i poprawił poprzedni rekord – należący od 23 kwietnia 1980 do Węgra Ferenca Paragi – o równe trzy metry. Kilka miesięcy po tym sukcesie zdobył w Helsinkach wicemistrzostwo globu. Na igrzyskach olimpijskich w 1984 zwyciężył w eliminacjach z wynikiem 85,96 jednak w finale zaprezentował się słabiej i ostatecznie zajął dziesiątą lokatę. Tuż za podium – na czwartym miejscu – zakończył udział w mistrzostwach świata w Rzymie (1987). Nie awansował do finału podczas igrzysk olimpijskich w 1988. Od 1992 zaczął reprezentować barwy RPA zdobywając dla tego kraju w 1992 i 1993 złote medale mistrzostw Afryki. Po kilku latach powrócił do startowania dla Stanów Zjednoczonych zdobywając w 1999 brązowy medal igrzysk panamerykańskich. Stawał na podium mistrzostw USA i RPA. Obecnie pracuje na Boston University.
Rekordy życiowe: stary model oszczepu – 99,72 (15 maja 1983, Los Angeles); nowy model – 89,16 (1 marca 1991, Potchefstroom). 

## Osiągnięcia
| Rok  | Impreza                  | Miejsce          | Lokata            | Wynik |
| ---- | ------------------------ | ---------------- | ----------------- | ----- |
| 1980 | Olympic Boycott Games    | Filadelfia       | 2. miejsce        | 84,56 |
| 1983 | Mistrzostwa świata       | Helsinki         | 2. miejsce        | 85,60 |
| 1984 | Igrzyska olimpijskie     | Los Angeles      | 10. miejsce       | 78,40 |
| 1985 | Puchar świata            | Canberra         | 3. miejsce        | 87,34 |
| 1987 | Mistrzostwa świata       | Rzym             | 4. miejsce        | 81,28 |
| 1988 | Igrzyska olimpijskie     | Seul             | el. – 18. miejsce | 77,48 |
| 1992 | Mistrzostwa Afryki       | Belle Vue Maurel | 1. miejsce        | 87,26 |
| 1992 | Puchar świata            | Hawana           | 2. miejsce        | 79,90 |
| 1993 | Mistrzostwa świata       | Stuttgart        | el. – 22. miejsce | 75,26 |
| 1993 | Mistrzostwa Afryki       | Durban           | 1. miejsce        | 82,40 |
| 1999 | Igrzyska panamerykańskie | Winnipeg         | 3. miejsce        | 75,95 |